# Gertrude Sizakele Khumalo
Gertrude Sizakele Khumalo (sinh năm 1940) hay còn được gọi với tên Sizakele MaKhumalo Zuma là tên của một người phụ nữ Nam Phi và là vợ của tổng thống Nam Phi, ông Jacob Zuma. Bên cạnh đó, bà là người vợ đầu tiên trong những người vợ của ông.

## Lí lịch
Bà gặp ông Zuma và năm 1959 và cả hai bắt đầu một mối quan hệ với nhau. Nhưng họ bị chia cắt với nhau do một biến cố khiến ông Zuma bị tống giam trong vòng 10 năm vào năm 1963. Sau khi được thả tự do, cả hai kết hôn với nhau.
Năm 1975, ông bị đày sang nơi khác. Thời gian đó, ông gặp bà Nkosazana Dlamini-Zuma rồi hai năm sau đó, cả hai kết hôn. Điều này khiến bà Gertrude Sizakele Khumalo trở thành người vợ cả. Cuộc hôn nhân này là cuộc hôn nhân theo chế độ đa thê đúng với văn hóa của người Zulu. Cả hai người đều không có con.
Ngày 9 tháng 5 năm 2009, ông Zuma trở thành tổng thống thứ tư của Nam Phi sau cuộc tổng tuyển cử với 11,650,748 phiếu bầu, chiếm 65,90% trong tổng số phiếu. Sau đó, ông lại tái đắc cử vào ngày 21 tháng 5 năm 2014. Khi ấy, ông chọn bà Gertrude Sizakele Khumalo là vợ tổng thống từ năm 2009 đến năm 2014. Sau đó, ông tước bỏ chức vị của bà và chọn bà Nompumelelo Ntuli Zuma để thay thế vị trí còn trống.
Ngoài ra, bà còn là người thành lập quỹ Sizakele MaKhumalo Zuma